# Phorocera arborea
Phorocera arborea là một loài ruồi trong họ Tachinidae.